# الژبیتا یاروشیک
اِلژبیتا یاروشیک (لهستانی: Elżbieta Jarosik؛ ‏ زادهٔ ۲۷ فوریه ۱۹۴۸) بازیگر اهل لهستان است. وی دانش‌آموختهٔ مدرسه ملی فیلم ووچ است.
از فیلم‌ها یا مجموعه‌های تلویزیونی که وی در آن‌ها نقش داشته‌است، می‌توان به یوب، آخرین سلول خاکستری مغز، سال‌های شیرین، اجاره‌نشین‌ها، پوزنان ۵۶، کشیشان، مادران، جهان به روایت خانواده کیپسکی، دهن‌به‌دهن، ایالات متحده عشق، اداره ترافیک، دوستان، پدر متیو، عروسی، در خیابان سپولنی، ع چون عشق، در خوشی و سختی، طایفه و پرستار کودک اشاره نمود.